# Papirus Oxyrhynchus 1

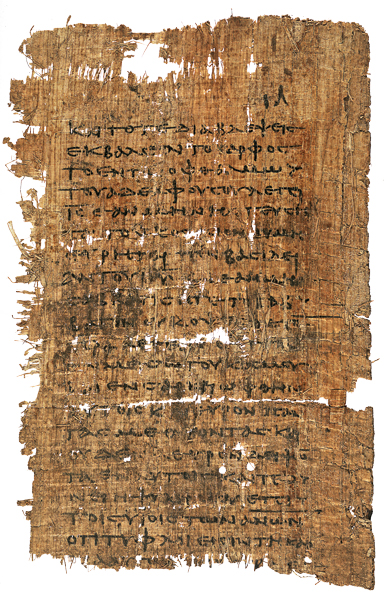
P. Oxy. 1

Papirus Oxyrhynchus 1, oznaczany również P. Oxy. 1 – fragment greckiego rękopisu Ewangelii Tomasza spisany na papirusie w formie kodeksu. P. Oxy 1 jest pierwszym z rękopisów odkrytych w Oksyrynchos przez Bernarda Grenfella i Artura Hunta w 1897 roku, dlatego też na liście tamtejszych papirusów został skatalogowany pod numerem 1. Paleograficznie datowany jest na II lub III wiek n.e. Wydawcy datowali na III wiek.

## Zawartość papirusu
Tekst rękopisu zawiera logia Jezusa Chrystusa. Fragment ten został opublikowany w The Oxyrhynchus Papyri, część I. Później okazało się, że to pierwszy odkryty rękopis Ewangelii Tomasza. Grenfell i Hunt nie zdawali sobie sprawy, że odkryli fragment Ewangelii Tomasza, gdyż w tym czasie nie było żadnego tekstu, do którego można się było odnieść. Kompletna kopia Ewangelii Tomasza została znaleziona w 1945 roku w Nag Hammadi (NHC II,2), gdy odkryto jej koptyjską wersję wraz z kolekcją pierwszych chrześcijańskich tekstów gnostyckich. Dopiero po tym odkryciu tekst Papirusu Oxyrhynchus 1 można było zidentyfikować.

## Opis
Manuskrypt został spisany na papirusie w formie kodeksu. Pierwotne wymiary kart wynosiły 14–14,8 na 9–9,5 cm. Tekst jest pisany pismem uncjalnym, zawierającym jedną kolumnę na stronie i 21 wierszy w kolumnie. Ostatnia linia jest dzielona. Kodeks ten posiada numerację stron w prawym górnym rogu (numer ΙΑ = 11 na stronie verso). Nomina sacra są pisane w skrócony sposób: ΙΣ (Jezus), ΘΥ (Boga), ΠΡΑ (ojca), ΑΝΩΝ (ludzi).
Według Grenfella i Hunta, którzy przedstawili ten fragment jako Logia Iesu (Powiedzenia Jezusa), oryginalny rękopis zawierał zbiór wypowiedzi Jezusa, które były niezależne od czterech Ewangelii w ich obecnej formie. Zostały one sklasyfikowane jako nieheretyckie, a czas ich powstania oceniono na przed 140 rokiem n.e. Zaobserwowano też pewne podobieństwa z dziełami Klemensa Aleksandryjskiego. Caspar René Gregory ocenił, że reprezentuje przedbizantyńską tradycję tekstualną.
Zachowany fragment zawiera logia (powiedzenia) Ewangelii Tomasza od 26 do 28 na stronie recto i logia od 29 do 33 na stronie verso z tą różnicą, że partia 30 logionu według tekstu greckiego pojawia na końcu 77 logionu w wersji koptyjskiej z Nag Hammadi. Grenfell i Hunt odkryli również dwa inne fragmenty tej apokryficznej Ewangelii, są to P. Oxy. 654 oraz P. Oxy. 655.

## Wartość naukowa rękopisu
Grecki tekst fragmentu różni się od znalezionego w Nag Hammadi tekstu koptyjskiego w 19 miejscach. W 10 miejscach tekst jest obszerniejszy, w dwóch – krótszy, w jednym miejscu zachodzi transpozycja, w 6 miejscach występuje znaczeniowa różnica terminów. Ze względu na dłuższe lekcje papirusu ocenia się, że reprezentuje tekst bardziej odległy od oryginału niż koptyjski przekład.
Rękopis jest wykorzystywany w wydaniach Ewangelii Tomasza (bazujących na tekście koptyjskim), a także w greckich synopsach czterech Ewangelii (przede wszystkim synopsa Alanda).

## Przechowywanie
W listopadzie 1900 roku P. Oxy. 1 został przekazany przez Fundusz Egypt Exploration. Przechowywany jest w Bodleian Library (Ms. Gr. th. e 7 (P)) w Oksfordzie.